# Ani ni Tsukeru Kusuri wa Nai!
Ani ni Tsukeru Kusuri wa Nai! (兄に付ける薬はない！, em inglês: "There's No Cure for My Brother!") é uma curta série de animação japonesa produzida pela Fanworks e Imagineer. A série é baseada no web manhua intitulado Kuài bǎ wǒ gē dài zǒu (快把我哥带走, em inglês: "Take My Brother Away"), escrito e ilustrado por Yōu Líng (幽·灵). Ele estreou de abril a junho de 2017, no Tokyo MX. A segunda temporada estreou de julho a dezembro de 2018. Uma terceira temporada estreou em outubro de 2019. A história segue um par de irmãos - uma irmã mais nova que é violenta, Shi Miao, e seu irmão mais velho, Shi Fen.

## Personagens
Shi Fen (シーフン Shīfun (時分))
Voz de: Yuichi Nakamura
O irmão mais velho, Shi Fen, está no primeiro ano do ensino médio. Ele é ocasionalmente espancado por sua irmã devido a suas tendências estúpidas.
Shi Miao (シーミョ Shīmyo (時秒))
Voz de: Sora Amamiya
A irmã mais nova, Shi Miao, está no terceiro ano do ensino médio. Sua especialidade é esportes.
Zhen Kai Xin (カイシン Kaishin (甄開心))
Voz de: Kenshō Ono
O melhor amigo de Shi Fen. Shi Miao está apaixonado por ele.
Miaomiao (ミョウミョウ Myōmyō (妙妙))
Voz de: Chitose Morinaga
O melhor amigo de Shi Miao.
Wan Sui (バンザイ Banzai (万歳))
Voz de: Natsuki Hanae
Um cara rico que transferiu escolas para que as pessoas não olhassem para ele por sua riqueza. Ele se torna amigo de Shi Fen e Kai Xin.
Wan Xing
Irmão mais novo de Wan Sui

## Mídia

### Web manhua
A web manhua é escrita e ilustrada por Yōu Líng. É publicado pela Kuaikan Manhua. Duas compilações foram lançadas pela China Friendship Publishing Company. A web manhua foi lida mais de 500 milhões de vezes na China online.
| Volume | Data de lançamento     | ISBN                   | Fonte |
| ------ | ---------------------- | ---------------------- | ----- |
| 1      | 25 de setembro de 2015 | ISBN 978-7-5057-3587-3 | [ 5 ] |
| 2      | 8 de setembro de 2016  | ISBN 978-7-5057-3797-6 | [ 6 ] |

### Animes
Um anime curto de 12 episódios da Fanworks estreou no Tokyo MX de 7 de abril a 23 de junho de 2017 e na China em março com cada episódio de 3 a 4 minutos. Brian The Sun apresentou a música de abertura intitulada "Sunny Side Up". Rareko dirigiu e escreveu os roteiros para o Imagineer e o Fanworks. A Tencent Penguin Pictures planejou o projeto.
Uma estréia da segunda temporada de 24 episódios, de 9 de julho a 17 de dezembro de 2018. A terceira temporada de 12 episódios estreou em 7 de outubro de 2019.

### Live action
Em 2018, a Netflix estreou uma versão live action da série. 